# María del Carmen González Ramos
Maria del Carme de l'Infant Jesús González Ramos (Antequera, 30 de juny de 1834 - 9 de novembre de 1899) fou una religiosa franciscana, fundadora de la Congregació de les Germanes Franciscanes dels Sagrats Cors. És venerada com a beata per l'Església catòlica.

## Biografia
María del Carmen González neix a Antequera (Màlaga) el 1834, en una família molt cristiana. Des de nena, va ésser pacífica i servicial, de tarannà conciliador i molt devota. En 1857, als 22 anys, segura del que creu que és la voluntat de Déu, contreu matrimoni amb Joaquín Muñoz del Caño. El matrimoni és desgraciat, ja que el marit era violent i infidel, però la seva esposa va mostrar paciència i generositat; en 1878, el marit va canviar i demanà perdó per la seva vida anterior.
Carmen va quedar vídua, sense fills, en 1881, amb 47 anys. Llavors vol dedicar-se a «enseñar a las almas a conocer y amar a Dios». Veient molts nens sense mitjans que els permetin educar-se o tractar-se quan estan malalts, pensa de posar-hi remei i amb l'ajut del prevere Bernabé d'Astorga, caputxí, obre a casa seva una escola en 1882, on treballen altres dones que comparteixen la seva inquietud.
El 8 de maig de 1884, Carmen González i les seves companyes comencen a fer vida en comú, al convent de Nuestra Señora de la Victoria d'Antequera, forman així la congregació de les Germanes Terciàries Franciscanes dels Sagrats Cors de Jesús i Maria. La congregació fou aprovada pel bisbe de Màlaga Miguel Gómez Salazar el 10 de juliol de 1884, i el 17 de setembre les germanes prengueren l'hàbit; Carmen, que pren el nom religiós de Carme del Nen Jesús, és al davant de l'institut, que passa per dificultats econòmiques i no és ben rebut per algunes autoritats. La Santa Seu l'aprovà, amb les seves constitucions, el 3 de maig de 1902, amb un decret de Lleó XIII.

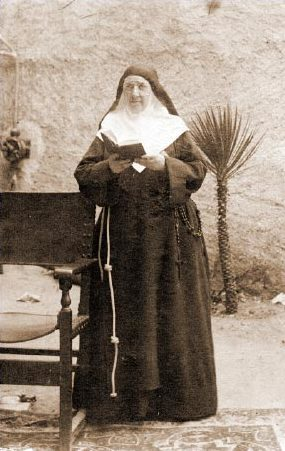
La fundadora al final de la seva vida, ca. 1895.

Mentrestant, la congregació obre onze cases més, on hi ha escoles, hospitals per a nens i grans, guarderies, escoles nocturnes per a obreres... En 1886, l'Hospital de San Miguel (Nava del Rey, Valladolid) i el Col·legi Immaculada a Tiana, i en 1889 el col·legi San José, també a Nava del Rey, el Col·legi Sagrat Cor (Mataró) i l'Asil-Bressol del Nen Jesús a Barcelona; el 1890: el col·legi Santa Isabel (Marchena, Sevilla) i l'Escuela Seráfica d'Antequera; en 1892, l'Hospital Nen Déu a Barcelona, l'Hospital Nuestra Señora de la Merced (Osuna, Sevilla), el col·legi Santa Ángela (Osuna) i el col·legi Santa Maria del Puig.
Mor el 9 de novembre de 1899 al convent d'Antequera durant una epidèmia de tifus.

## Causa de beatificació
La fama de santedat de Carmen González s'estengué; el procés diocesà i la causa de beatificació començà l'any 1945. El 7 d'abril de 1984 fou declarada venerable per Joan Pau II.
El 26 de juny de 2006, el papa Benet XVI autoritzà la promulgació del decret pel qual es reconeixia un nou miracle per la intercessió de la fins aleshores venerable Maria del Carme de l'Infant Jesús. Va ser beatificada el 6 de maig de 2007. La cerimònia va estar presidida pel cardenal José Saraiva Martins, en qui delegà el Sant Pare. A la cerimònia van ser-hi presents uns 10.000 fidels, arribats d'Espanya, Nicaragua, Veneçuela, República Dominicana, Puerto Rico i Uruguai.